# Pasmo Niegowonicko-Smoleńskie

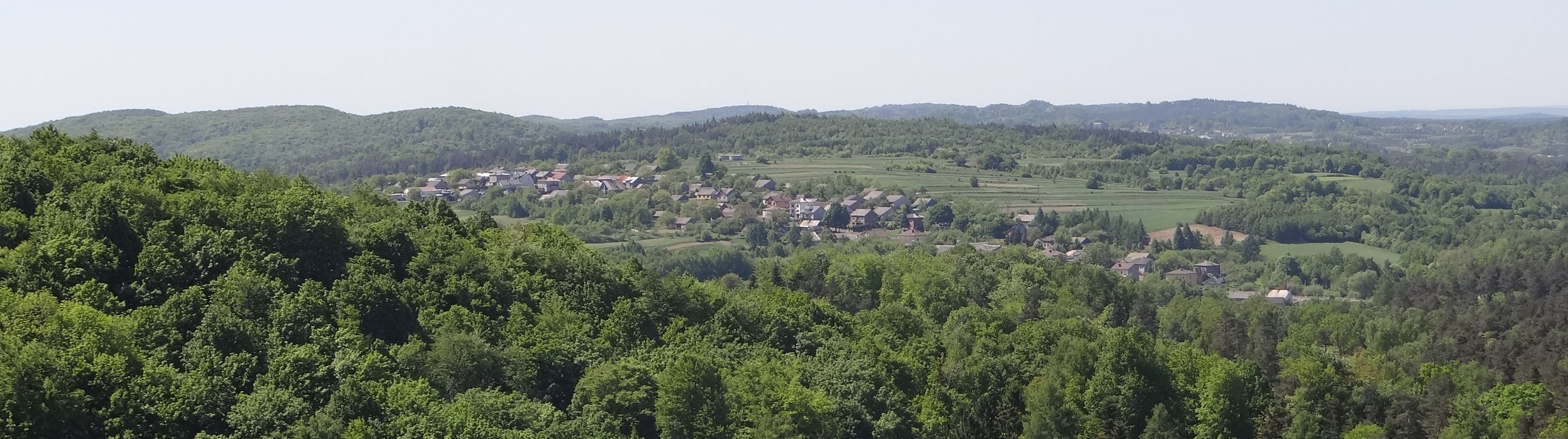
Widok z Zamku Smoleń na Pasmo Smoleńsko-Niegowonickie

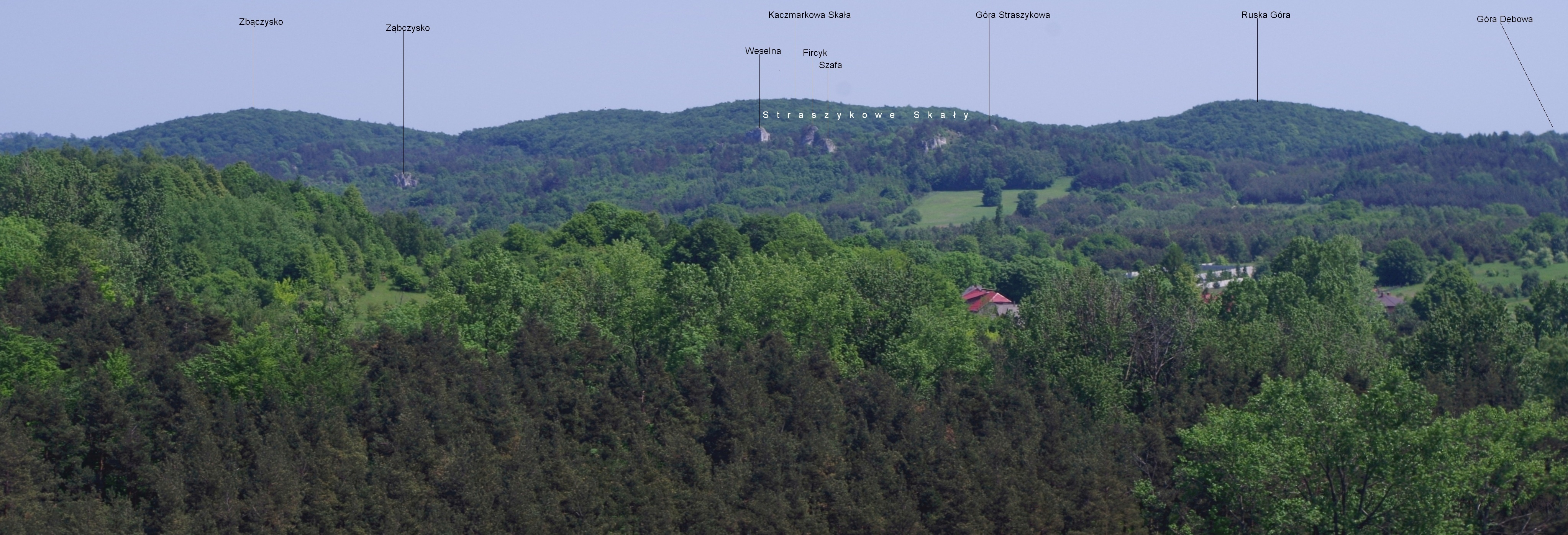
Widok z Wielkiego Grochowca na Pasmo Smoleńsko-Niegowonickie

Pasmo Niegowonicko-Smoleńskie – pasmo wzniesień w południowej części Wyżyny Częstochowskiej. Nie jest to oddzielna jednostka geograficzna, lecz używany w opracowaniach krajoznawczych termin dla określenia wyróżniających się w krajobrazie wzgórz między miejscowościami Niegowonice i Smoleń. W regionalizacji geograficznej Polski  według Jerzego Kondrackiego odpowiada on w przybliżeniu Wyżynie Ryczowskiej.
Pasmo ciągnie się równoleżnikowo na długości około 22 km i ma szerokość około 5-8 km. W jego obrębie znajdują się liczne wzgórza, w tym najwyższe na całej Wyżynie Częstochowskiej – Góra Janowskiego (504 m) na Podzamczu. Zbudowane jest z wapieni przykrytych osadami czwartorzędowymi:  gliny zwietrzelinowe, piaski fluwioglacjalne, piaski eoliczne, lessy, osady jeziorne, osady rzeczne. W wielu miejscach, zwłaszcza na grzbietach wzgórz, spod osadów odsłaniają się wapienne skały i całe grupy skał, czasami tworzące skalne mury i baszty. Liczne z nich są obiektem wspinaczki skalnej. Wspinacze zaliczają je do tzw. Ryczowskiego Mikroregionu Skałkowego. W skałach dobrze rozwinięta jest rzeźba krasowa, w wyniku której powstały liczne jaskinie i schroniska. Charakterystyczne dla podłoża wapiennego jest występowanie suchych dolin i wąwozów – typowym ich przykładem jest Dolina Wodącej. 